# 佐藤良信
佐藤 良信（さとう よしのぶ、生没年不詳）は、磐城国の戦国大名・相馬氏、後に陸奥国の戦国大名・伊達氏の家臣。佐藤好信の子、佐藤為信の弟。

## 生涯
兄の為信に従い各地を転戦。為信が佐沼の戦いにて討ち死にを遂げた際にも附き従い、討ち死にした兄の遺骸を抱えて戦場を離脱。戦闘終了後は、兄を含めた戦没者の遺骸を本陣跡（現在、宮城県の史跡として、留守政景本陣跡との碑文が立っている）に埋葬し、自ら出家し菩提を弔った。
子孫は佐沼地方に領地を拝領し、伊達氏に仕えた。